# كالي كوستر
كالي كوستر (بالهولندية: Kalle Coster)‏ هو ربان ‏ هولندي، ولد في 9 ديسمبر 1982 في لايدن في هولندا.

## وصلات خارجية
- كالي كوستر على موقع الاتحاد الدولي للملاحة الشراعية (موقع جديد) (الإنجليزية)
- كالي كوستر على موقع الاتحاد الدولي للملاحة الشراعية (موقع قديم) (الإنجليزية)
- كالي كوستر على موقع اللجنة الأولمبية الدولية (الإنجليزية)
- كالي كوستر على موقع أوليمبيديا (الإنجليزية)